# Makalonca
Makalonca je pravljica z mednarodnim motivom, ki jo je pisatelj Fran Saleški Finžgar slišal v rani mladosti med čredniki in pastirji v planinah in jo 1944 zapisal. Motiv najdemo med arabskimi pravljicami Tisoč in ene noči, celo na Kitajskem; sredi 15. stoletja naj bi ga ljudsko pripovedovanje zaneslo v Italijo in francosko Provanso, od tod pa tudi v natisnjeni obliki po vsej Evropi.

## Vsebina
Kralj je imel pet sinov in vsem je določil, kaj bodo postali v svojem življenju, glede na to, s čim so se radi ukvarjali in kar jim je šlo dobro od rok. Le za zadnjega, najmlajšega sina ni vedel, saj je bil pripraven v vsem. Sin se je čez nekaj let sam odločil, da pojde v svet. Mati mu je dala prstan v spomin. 
Prišel je v drugo kraljestvo in se zaposlil pri kovaču. Petrus, tako je bilo kraljevemu sinu ime, je bil zelo spreten in priden delavec. Kovač mu je naložil najtežja opravila in ga zvito zadrževal pri njem. Končno pa je napočil čas, da ga je Petrus zapustil in odšel naprej s trebuhom za kruhom. Prišel je do tesarja Volbenka in ga povprašal za delo. Ostal je pri njem in zopet opravljal najtežja dela. Ker je bil tako dober delavec, so ljudje sami prosili zanj. Tesar se je počutil ničvrednega in je hotel Petrusa speljati na led s tem, da je podžagal desko na novi brvi, ki sta jo napravila s Petrusom. Tako bi obtožil njega za napako, a ga je krčmarica ujela pri zli nameri in povedala ljudem resnico. Petrus je zapustil tesarja in se pridružil cesarskim vojščakom. Na dvor so ravno v tistem času prišli trije vitezi, ki jim nihče ni bil kos. Z najboljšim, vitezom od zvezd pa se je pomeril Petrus in ga premagal. Cesar je bil tako vesel, da je Petrusu osebno čestital, prav tako pa tudi cesarjeva hčer Makalonca, ki pa ji je Petrus močno ugajal. Z Makalonco sta se videvala in kmalu zatem tudi pobegnila čez mejo v drugo kraljestvo. Ko sta počivala na travniku, je priletel orel in Petrusu odnesel materin prstan. Ker je Petrusu prstan veliko pomenil, se je le-ta pognal za orlom na skalni otok. V orlovem gnezdu ga ni našel, temveč v ribi, ki jo je ujel, da bi se okrepčal. Ob najdbi je bil Petrus presrečen, skrbelo pa ga je za Makalonco, ki jo je pustil samo. Na otoku je preživel devet dni, dokler ga niso rešili. Makalonca pa je nesrečna odšla po kraljestvu, ker se Petrus ni vrnil, domov pa si ni upala. Prišla je do nekega gradu in povprašala za delo. Sama kraljica ji je ponudila delo spletične in tako je ostala tam. Petrusa pa so ujeli neki vojaki in ga zaprli v ječo. Izpustili so ga šele, ko je premagal sosednjo vojsko, ki je kralja pri katerem je bil zaprt, napadla. Kralj, ki pa ni imel potomcev, je kraljestvo zapustil Petrusu, ker mu je rešil zemljo. Vendar pa je Petrus želel pred prevzemom krone videti očeta in mater ter se odpravil domov. Ko je prišel tja, ga nihče ni prepoznal, ko pa je dvignil kupico z vinom, je mati spoznala, da je to njen sin, ker je videla prstan, ki mu ga je podarila, na njegovi roki. Takrat pa je vstopila tudi Makalonca, da bi postregla kraljici. Petrusa je takoj prepoznala in ves teden so se veselili. Potem pa so Petrus, Makalonca in kraljica mati odšli tja, kamor je bilo Petrusu obljubljeno vladanje.

## Analiza pravljice
Glavne osebe: Petrus, Makalonca, Kraljica mati, kovač, tesar

Stranske osebe: kralj oče, Makalončin oče-cesar, vitezi, ribič, krčmarica, kralj, ki je Petrusu zapustil vladanje, (župan, kmečka pastirica)

Čas: ni znan, sklepamo lahko, da je neka daljna preteklost (srednji vek)

Prostor: ni znan, neko kraljestvo, cesarstvo, blizu morja

Motivi: dragocen prstan, raki, lev, brv, cerkev, orel, skalni otok, morje (vihar), riba, ogenj, zlata kupa

Ključne stvari: odhod od doma, kraljevi sin opravlja »hlapčevska dela«, premoč nad  najboljšim vitezom, ljubezen med cesarjevo hčerjo in kraljevim sinom, skupen pobeg, orel ukrade kraljičin prstan, Petrus ga najde, Makalonca ostane sama in se poda na pot, zaposli se kot spletična pri Petrusovi materi, Petrusa zaprejo, premaga sovražnika in obljubljena mu je krona, obišče starše in najde Makalonco, srečno zaživita skupaj s kraljico materjo.

Pravljica ima srečen konec. V njej nastopajo tudi ljudska števila: 9, dragocen prstan pa bi lahko označili kot čudežen predmet.

## Izvodi
- Fran Saleški Finžgar: Zbrano delo, Državna založba Slovenije, v Ljubljani 1979-<1999>
- Fran Saleški Finžgar: Makalonca, Nova založba, Ljubljana, 1944
- Fran Saleški Finžgar: Makalonca, Mohorjeva družba, v Celju, 1958, faksimile
- Fran Saleški Finžgar: Makalonca, Mohorjeva družba, v Celju 1988, faksimile
- Fran Saleški Finžgar: Makalonca, Mladinska knjiga, v Ljubljani 1991